# 中央映画認証委員会
中央映画認証委員会（ちゅうおうえいがにんしょういいんかい、Central Board of Film Certification）は、インド情報・放送省の部局で、インド映画の検閲・レイティングを行う機関。日本語訳は「中央映画認証委員会」の他に「中央映画検定局」がある。

## 概要
1913年、ダーダーサーヘブ・パールケーによって最初のインド映画『ハリシュチャンドラ王』が製作され、その後1918年に映画映写法が制定され、イギリス領インド帝国における映画検閲制度が敷かれた。検閲委員会(Censor Board)はマドラス、ボンベイ、カルカッタ、ラホール、ラングーンに支部が置かれ、同地の警察署長の管轄下に置かれた。各地の検閲委員会はそれぞれ独立して言語映画の検閲を行っていたが、インド独立以後はボンベイ映画検閲委員会が各地の検閲委員会を統括するようになった。1952年に映画映写法が改正され、各地の検閲委員会を統合した中央映画検閲委員会(Central Board of Film Censors)が発足し、インド映画の検閲を集権的に担う機関に再編された。1983年に再び映画映写法が改正され、中央映画検閲委員会は中央映画認証委員会(Central Board of Film Certification)に改組された。
中央映画認証委員会は委員長1名と非公開の委員25名で構成され、全員がインド政府によって任命される。委員会本部はムンバイに置かれており、ティルヴァナンタプラム、チェンナイ、ハイデラバード、バンガロール、カタック、グワーハーティー、コルカタ、ニューデリーに支部が置かれている。

## 映画の認証区分
映画は4つのカテゴリーに分類される。発足当初は「U」と「A」の2つのカテゴリーしか存在しなかったが、1983年6月に新たに「U/A」と「S」のカテゴリーが追加された。この他に認証を拒否する権限も有している。
- U（全年齢対象）：家族向け映画が対象で、教育・家族・ドラマ・ロマンス・SF・アクションなど普遍的な題材が採用されている。この区分では軽度の暴力描写や間接的な性描写が許容されている。
- U/A（12歳未満の児童が鑑賞する際には保護者の指導が必要とされる）：適度な成人向けテーマを採用することができ、保護者の指導の下で児童が鑑賞することが認められる。この区分では中程度の暴力描写や性描写、恐怖を煽る描写や暴力的な言動が許容されている。
- A（成人対象）：非常に強い暴力描写やヌード描写（トップ、アンダー露出を除く）、暴力的な言動（女性を侮辱する言葉を除く）が許容されている。社会的に論争を呼んだテーマを題材にしているものも多く、若年層の鑑賞は推奨されない。テレビ放送やソフト販売に際して指定される場合がある。
- S（特別な条件を満たした者のみが対象）：一般の人々が鑑賞することは認められず、その題材に関する人々（技術者、医師、科学者など）のみが鑑賞することができる。

## 歴代委員長
| 代 | 委員長                     | 就任日         | 退任日         |
| -- | -------------------------- | -------------- | -------------- |
| 1  | C・S・アグルワール         | 1951年1月15日  | 1954年6月14日  |
| 2  | B・D・ミルチャンダニ       | 1954年6月15日  | 1955年6月9日   |
| 3  | M・D・バット               | 1955年6月10日  | 1959年11月21日 |
| 4  | D・L・コタリ               | 1959年11月22日 | 1960年3月24日  |
| 5  | B・D・ミルチャンダニ       | 1960年3月25日  | 1960年11月1日  |
| 6  | D・L・コタリ               | 1960年11月2日  | 1965年4月22日  |
| 7  | B・P・バット               | 1965年4月23日  | 1968年4月22日  |
| 8  | R・P・ナヤック             | 1968年4月31日  | 1969年11月15日 |
| 9  | M・V・デサリ               | 1969年12月12日 | 1970年10月19日 |
| 10 | R・スリニヴァサン          | 1970年10月20日 | 1971年11月15日 |
| 11 | ヴィレンドラ・ヴィヤース   | 1972年2月11日  | 1976年6月30日  |
| 12 | K・L・カーンドプリ         | 1976年7月1日   | 1981年1月31日  |
| 13 | リシケーシュ・ムカルジー   | 1981年2月1日   | 1982年8月10日  |
| 14 | アパルナ・モイル           | 1982年8月11日  | 1983年3月14日  |
| 15 | シャラード・ウパサニ       | 1983年3月15日  | 1983年5月9日   |
| 16 | スレーシュ・マトゥール     | 1983年5月10日  | 1983年7月7日   |
| 17 | ヴィクラム・シン           | 1983年7月8日   | 1989年2月19日  |
| 18 | モレシュワール・ヴァンマリ | 1989年2月20日  | 1990年4月25日  |
| 19 | B・P・シンガル             | 1990年4月25日  | 1991年4月1日   |
| 20 | シャクティ・サマンタ       | 1991年4月1日   | 1998年6月25日  |
| 21 | アシャ・パレク             | 1998年6月25日  | 2001年9月25日  |
| 22 | ヴィジャイ・アーナンド     | 2001年9月26日  | 2002年7月19日  |
| 23 | アルヴィンド・トリヴェディ | 2002年7月20日  | 2003年10月16日 |
| 24 | アヌパム・カー             | 2003年10月16日 | 2004年10月13日 |
| 25 | シャルミラ・タゴール       | 2004年10月13日 | 2011年3月31日  |
| 26 | リーラー・サムソン         | 2011年4月1日   | 2015年1月16日  |
| 27 | パフラージ・ニハラーニー   | 2015年1月19日  | 2017年8月11日  |
| 28 | プラスーン・ジョーシー     | 2017年8月12日  |                |

## トラブル
中央映画認証委員会は映画製作者から多額の賄賂を受け取っていると批判されている（「U」認証されれば娯楽税の30%が免除されるため、認証されるための便宜を図っているとされている）。
2002年、アナンド・パトワルダンが製作した『戦争と平和 非暴力から問う核ナショナリズム』は核実験や9・11テロを題材にしていたが、中央映画認証委員会は21シーンのカットを要求した。パトワルダンは要求に対して「非常に馬鹿げた要求であり、法廷に提訴する」「このカット要求が認められれば、インドの表現の自由は終わりだ」と反論している。裁判の結果、パトワルダンは勝訴し、映画はカットされずに上映が認められた。同年、中央映画認証委員長ヴィジャイ・アーナンドは「インドのいたる場所でポルノ映画が違法上映されており、これに対抗する最善の方法は法的に認めた場所で公然と上映することである」として特定の映画館でX認証作品の鑑賞を合法化するべきと提唱して論争を巻き起こした。これにより彼は全国的な批判にさらされ、委員長を辞任に追い込まれた。
2014年、中央映画認証委員会CEOラケーシュ・クマールが映画認証に際して、賄賂を受け取っていたことが発覚して逮捕された。
2015年、中央映画認証委員長リーラー・サムソンは『MSG: The Messenger』の認証拒否に関し、政府からの干渉があったとして抗議のために委員長を辞任した。インド政府はパフラージ・ニハラーニーを後任に指名したが、彼が与党に近い人物であることを理由に委員会メンバーの半数が辞任した。ニハラーニーは2017年8月に委員長を退任したが、その際にインド政府から少なくとも2本の映画について上映を拒否または延期させるように指示されたことを公表した。